# Premios Jorge Newbery
Os Premios Jorge Newbery (em português: Prêmios Jorge Newbery) são apresentados anualmente desde 2003 pelo Governo da Cidade de Buenos Aires para os melhores atletas do ano. Foi dado o nome em homenagem à Jorge Newbery, que foi um dos melhores pilotos da aviação mundial e precursor do esporte na Argentina. Os prêmios são dividos em três categorias: ouro, prata e bronze, e são dados à atletas e personalidades de diferentes esportes.